# Symfonie nr. 4 (Gretsjaninov)
Aleksandr Gretsjaninov voltooide zijn Symfonie nr. 4 opus 102 zeer waarschijnlijk in 1927; andere bronnen vermelden echter de jaren 1923 en 1924.

## Geschiedenis
Gretsjaninov was naar Frankrijk gevlucht om deels de resultaten van de Russische Revolutie te ontvluchten, maar had zich nog niet definitief gedistantieerd van het Sovjet-beleid. Dat zou pas later komen. De symfonie is voltooid in zijn toenmalige woonplaats Saint-Jean-de-Luz, nabij Spanje met enige nostalgie naar zijn vaderland. Deze vierde symfonie kwam niet onder een gunstige gesternte tot stand, want in die tijd wilde eigenlijk niemand hem uitvoeren. Serge Koussevitzky stelde eerst nog voor slechts één deel uit te voeren, maar dat vond de componist te gortig. Het stuk bleef toen tot 9 april 1942 op de plank liggen, toen John Barbirolli het met het New York Philharmonic uitvoerde. Dat de Russen Gretsjaninov niet helemaal vergeten waren, bleek tijdens een uitvoering in Moskou tijdens een viering van zijn 80-ste verjaardag; Gretsjaninov schreef tijdens de Tweede Wereldoorlog strijdliederen voor het Rode Leger.

## Muziek
Gretsjaninov behoorde niet tot de vernieuwers binnen de klassieke muziek van de 20e eeuw; zijn vierde symfonie grijpt terug op de muziek van Pjotr Iljitsj Tsjaikovski aan wie dit werk ook is opgedragen. Dit terwijl er in die tijd in de Sovjet-Unie eigenlijk alles nog mogelijk was qua muziek, zo ook in Frankrijk en de rest van Europa. Wat wel opvalt aan de symfonie is dat het begindeel in een trage tempoaanduiding wordt gespeeld, meestal begint een symfonie (zeker in die dagen) met een vlot gespeeld deel.

### Delen
1. Largo (10:26)
2. Vivo (5:42)
3. Andante (9:02)
4. Allegro vivo

### Orkestratie
Het werk is niet gepubliceerd; de orkestratie zal waarschijnlijk gelijk zijn de gangbare instrumentatie van destijds:
- 2 dwarsfluiten, 2 hobo’s, 2 klarinetten, 2 fagotten;
- 4 hoorns, 3 trompetten, 3 trombones, geen tuba;
- 1 stel pauken;
- violen, altviolen, celli en contrabassen.

## Discografie
- Uitgave Chandos: Russisch Staatssymfonieorkest onder leiding van Valeri Polyansky; opname uit september 1996
- Uitgave Olympia Compact Discs Ltd.: Radiosymfonieorkest van de Sovjet Unie onder leiding van Algis Zuraitis; opnamedatum onbekend (niet of nauwelijks verkrijgbaar).